# Auvelais-le-Comté
Auvelais-le-Comté is een voormalige gemeente in de Belgische provincie Namen. Sinds 1809 maakt het samen met Auvelais-le-Voisin deel uit van Auvelais, een deelgemeente van Sambreville. Enkel de straatnaam Rue du Comté in het centrum van Auvelais herinnert nog aan het bestaan van de voormalige gemeente.
Het gebied van de huidige deelgemeenten Auvelais en Arsimont bestond in het ancien régime uit twee zelfstandige heerlijkheden. Enerzijds was er Auvelais-le-Comté, dat bestond uit de dorpskom en het zuidelijke gehucht Arsimont en anderzijds was er Auvelais-le-Voisin dat bestond uit de buitengebieden van Auvelais en ten noorden van de dorpskom lag. De grens tussen de twee gebieden volgde ongeveer de huidige weg van Auvelais naar Éghezée en de huidige spoorlijn 130.
Terwijl Auvelais-le-Comté grotendeels in het graafschap Namen lag en toebehoorde aan het kapittel van Fosses, lag Auvelais-le-Voisin in het prinsbisdom Luik en behoorde het toe aan de abdij van Floreffe. Beide eenheden vormden slechts één parochie waarbij de tienden werden gedeeld door het kapittel en de abdij. 
Door voortdurende grondaankopen van de abdij van Floreffe in Auvelais-le-Comté gaf deze situatie aanleiding tot betwistingen. In 1721 kwam het tussen beide partijen tot een akkoord: de abdij van Floreffe verwierf Auvelais-le-Comté terwijl het kapittel van Fosses Auvelais-le-Voisin verkreeg door het ruilen van gronden.
Bij de vorming van de gemeenten in 1795 werden beide heerlijkheden zelfstandige gemeenten. In 1809 werd Auvelais-le-Voisin (met 369 inwoners) bij Auvelais-le-Comté gevoegd (dat op dat moment 766 inwoners telde) en kreeg de nieuw gevormde gemeente de naam Auvelais.